# Овчинная слобода
Овчи́нная слобода́ — одна из московских слобод. Существовала в XVII веке.
Овчинная слобода находилась в Москве и располагалась по соседству с Садовыми слободами. Она существовала в XVII столетии. Её населяли ремесленники, поставлявшие шерсть и овчины для нужд царского двора. По московским меркам она была довольно крупной: в 1632 и 1658 годах в ней насчитывалось 103 двора. Центром слободы являлась церковь Михаила Архангела, «что в Овчинниках». Она сохранилась и по сей день (находится по адресу Средний Овчинниковский переулок, 7) и представляет собой небольшую слободскую церковь, завершённую трёхглавием, с главным престолом Покрова Богородицы. Она была построена с 1603 по 1612 годы в период Смутного времени на средства Симеона Потапова и освящена 3 декабря 1613 года при благоверном царе Михаиле Фёдоровиче Романове. Около 1700 года церковь была перестроена: была увеличена трапезная, возведена колокольня и изменён декоративный убор четвертика. На апсидах храма расположены окна. В храме было несколько старинных икон: икона Покрова Богородицы, икона Собора Архангела Михаила, икона Богоматери Владимирской с Голгофским Крестом на обороте — работа Симеона Ушакова, датируемая 1652 годом и икона «Собор Всех Святых» работы царских изографов, датируемая 1642 годом. В настоящее время две последние иконы находятся в экспозиции Третьяковской галереи.
Слобода была ликвидирована в начале XVIII века. Ныне о ней напоминают названия Овчинниковской набережной и переулков — Большого и Среднего (существовал ещё и Малый) Овчинниковских, а также соседнего Руновского.